# Faculdade de Ciências de Wenceslau Braz
A Faculdade de Ciências de Wenceslau Braz (Facibra), é uma instituição privada de ensino superior, com sede na cidade de Wenceslau Braz, Paraná, Brasil.
Em 23 de julho de 1998 foi criado o CENEBRA – Centro Educacional de Wenceslau Braz, tendo o registro oficial em cartório com data de 8 de março de 1999. O CENEBRA é o mantenedor da Facibra.